# Mongólia nos Jogos Olímpicos de Inverno de 1972
A Mongólia competiu nos Jogos Olímpicos de Inverno de 1972, realizados em Sapporo, Japão.